# Luis Ferrero Tomás

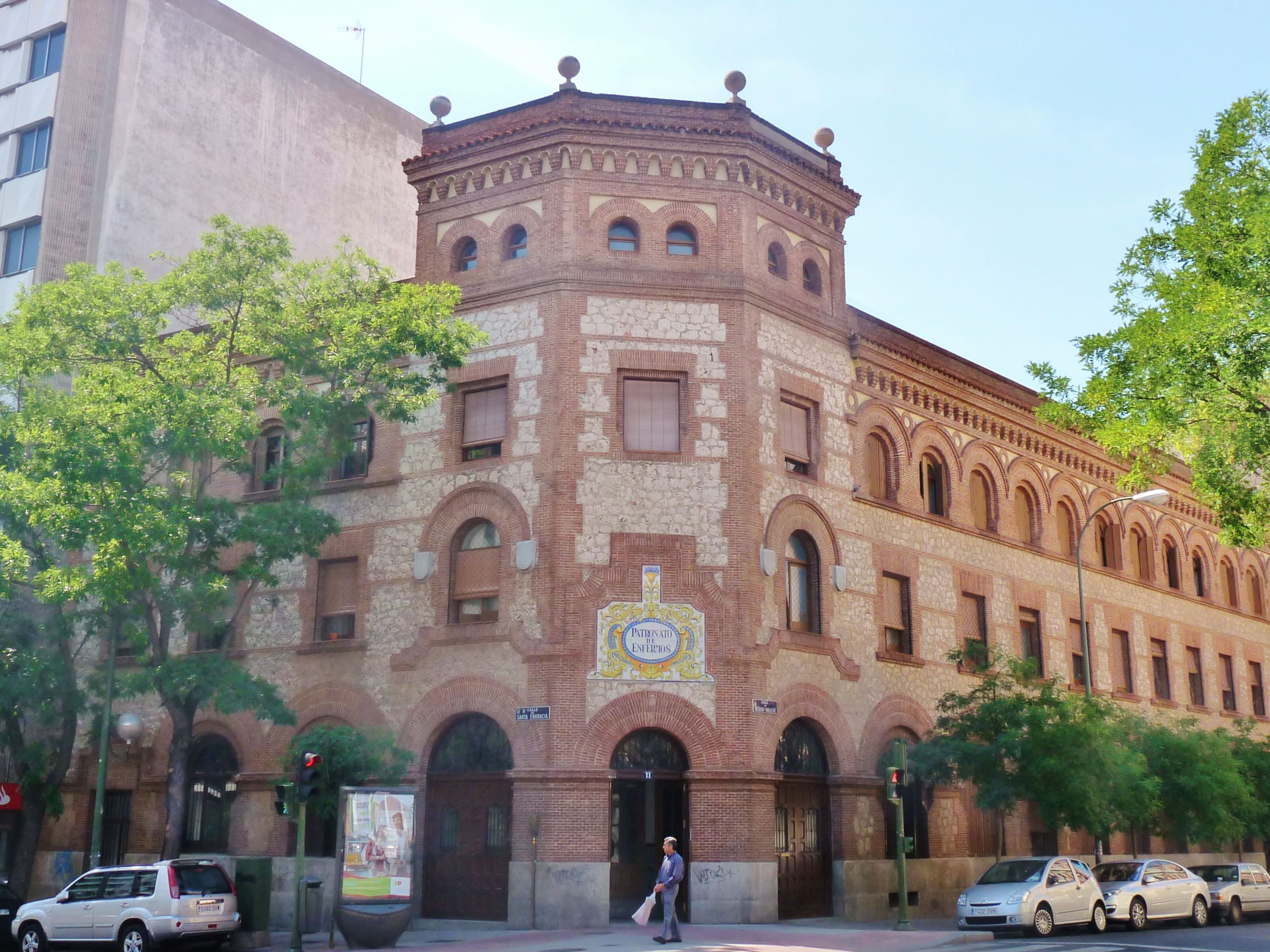
El Patronato de Enfermos en la calle de Santa Engracia (Madrid).

Luis Ferrero y Tomás (1868 - 1937) fue un arquitecto español. Fue padre y colaborador del también arquitecto Francisco Javier Ferrero. Realizó gran parte de la obra arquitectónica dentro del entorno urbanístico de Madrid, aunque también proyectó obras para otras localidades, como Valladolid. En esta ciudad, en octubre de 1904, dispuso sobre papel los primeros elementos decorativos modernistas -líneas látigo- que todavía hoy se conservan en el actual número 16 de la calle de la Platería. En sus inicios fue auxiliar de Enrique María Repullés y Vargas. Su estilo es ecléctico.

## Obras
Algunas de las obras fueron realizadas en estrecha colaboración con su hijo Javier Ferrero. 
- El edificio Hotel Vincci Centrum situado en la calle Cedaceros n.º 4 en el periodo: 1926-1928.
- El Nuevo Teatro Alcalá.
- Edificios comerciales en la Plaza de Canalejas (1914 - 1917).
- El edificio de los Previsores del Porvenir en la Gran Vía (n.º 3).
- La Casa-Taller de Patricio Romero ubicada en la calle General Palanca (n.º 33).